# Гінзбург Марк Зіновійович
Марк Зіновійович Гінзбург (нар. 28 вересня 1956) — американський і український підприємець та громадський діяч, віце-президент футбольного клубу «Динамо-Київ» з питань інновацій.

## Біографія
Народився у єврейській родині Зіновія Меіровича та Ніни Борисівни Гінзбургів. Займався самбо, переміг у всесоюзній спартакіаді серед школярів, згодом став майстром спорту. Після закінчення середньої школи №118 у 1973 році вступив до Московського технічного університету зв'язку та інформатики, після закінчення у 1979-1988 роках працював інженером-електриком на Київському машинобудівному заводі імені Артема, а потім начальником пуско-налагоджувального управління «Мінлегхарчмаш». У 1988 з родиною емігрував до Сполучених Штатів. Три роки працював таксистом у Нью-Йорку.
З початку 1990-х займається девелоперською діяльністю у Нью-Йорку і Маямі-Біч та інвестиційною діяльністю в Україні. У 1992 році заснував одне з перших п'яти американо-українських підприємств, будівельний холдинг «МТН», а пізніше, у 2009 році, Український інвестиційний холдинг «UIH», котрі збудували кілька сотень тисяч квадратних метрів комерційної нерухомості у місті Києві і Київській області (торговельні і офісні центри, готель у центрі Києва і готельно-ресторанний конференц-комплекс на Київському водосховищі). У 1996 році інвестував і збудував перше на 100 % приватне підприємство у нафтопереробній галузі України — завод з переробки газового конденсату «МТН Полтава». З 2002 року повністю зосередився на веденні бізнесу в Україні. У 2007 році, після перемовин з Д. Трампом, намагався збудувати хмарочос біля Європейської площі за проектом архітектора Нормана Фостера, але цьому завадила глобальна фінансова криза 2008 року. Від цих планів не відмовився і надалі.
З 2017 року зосередив увагу на диджиталізації Києва і впровадженні блокчейн-технологій на державному рівні (Kyiv Smart City, державні реєстри, державні закупки і тому подібне), а також впровадженні штучного інтелекту. У липні 2017 року брав участь у саміті Річарда Бренсона на острові Некер, який зібрав світових лідерів в галузі інновацій. 25 вересня того ж року вперше в історії здійснив продаж нерухомості за криптовалюту за смарт-контрактом, покупцем квартири виступив засновник інтернет-видання TechCrunch Майкл Аррінгтон. Угода була здійснена за посередництва міжнародної платформи Propy, Міністерства юстиції України і Державного агентства з питань електронного урядування України. 18 травня 2018 виступив спікером на щорічній конференції TEDx, котра проходила в Улан-Баторі з темою доповіді «Викорінення корупції у вищих ешелонах влади за допомогою технології блокчейн». В 2021 організував і здійснив перший у світі продаж NFT квитків на футбольні матчі, що згодом набуло поширення серед деяких футбольних, баскетбольних та хокейних клубів світу.
Співпрацюючи з гонконгськими компаніями Hanson Robotics та AngelVest, під час чергового візиту до Гонконгу у серпні 2018 року, узяв інтерв'ю у гіноїда Софії, безпосередньо в тій самій лабораторії, де її було створено. У жовтні того ж року організував офіційний візит робота Софії до України. 11 жовтня відбулася зустріч робота Софії з прем'єр-міністром України В. Б. Гройсманом, результатом якої стало підписання меморандуму про співпрацю між урядом України та гонконгськими компаніями Hanson Robotics та AngelVest щодо розвитку робототехніки та штучного інтелекту в Україні. Наступного дня, 12 жовтня, з його ініціативи відбувся фінал Всеукраїнського конкурсу ідей та стартапів «Штучний інтелект та робототехніка». На цьому заході до складу членів журі, крім нього, увійшли фінансовий директор Hanson Robotics та CEO компанії AngelVest Девід Чен та робот-гіноїд Софія. Заявки на участь у конкурсі подали понад 400 команд та стартапів з усієї України, а 12 фіналістів продемонстрували високий рівень міжнародних розробок. На одностайну думку журі, переможцями було обрано 3 проекти, що відповідають високим стандартам Кремнієвої долини. У тому ж році був запрошений від Києва на форум мерів міст Нового шовкового шляху в Астані. У 2023 став послом глобальної бізнес-ради BlockChain (GBBC).
Займається просвітницькою діяльністю в області штучного інтелекту і робототехніки, є президентом Української федерації робототехніки. Виступав з лекціями у університетах України, серед яких Київський національний університет імені Тараса Шевченка, Національний університет «Києво-Могилянська академія», Національний технічний університет України «Київський політехнічний інститут імені Ігоря Сікорського», Київський національний економічний університет імені Вадима Гетьмана, Національний університет біоресурсів і природокористування України, Київський інститут міжнародних відносин, Одеський національний політехнічний університет, Київський кооперативний інститут бізнесу і права, Університет банківської справи та Уманський державний педагогічний університет імені Павла Тичини. У травні 2022 року зазначив, що його син виступить із концертом у США на підтримку київської лікарні «Охматдит». Концерт вібувся у Нью-Йорку, візбір від якого пішов на рахунок згаданого українського центру охорони матерів та дітей.
Колекціонує твори мистецтва, зокрема володіє роботами Пікассо, Шагала, Тулуз-Лотрека, Родена, Модільяні, Далі, Уорхола та інших. У вересні 2011 року на Нью-Йоркському аукціоні «Guernsey» придбав архів із 2562 чорно-білих фотографій The Beatles з негативами та авторськими правами, ці фотографії зроблено у 1960-1964 роках Астрід Кірхгерр.

## Родина
- Дружина — Тетяна Володимирівна Ясинська (нар. 4 грудня 1959) — майстер спорту міжнародного класу зі спортивної акробатики, неодноразова чемпіонка СРСР, Європи, переможниця та призер міжнародних змагань. З синами проживає в Г'юлетт-Гарбор, штат Нью-Йорк.
- Дочка — Ірина Марковна Гінзбург (нар. 1983), кінопродюсер, мешкає у Лос-Анжелесі.
- Син — Владислав Маркович Гінзбург (нар. 1987), СЕО компанії Blockparty, що працює у галузі NFT і технології блокчейн на ринку США.[30][31][32] Та його компанія є однією із провідних у цьому напрямку.[33][34]
- Син — Ентоні Матанель Гінзбург (нар. 2005), піаніст, виступає на сцені Карнеґі-хол та Лінкольн-центр, лауреат міжнародних конкурів юних піаністів. Влітку 2022 став лауреатом фортепіанних конкурсів у Зальцбурзі (II місце), Амстердамі (II місце), Парижі (I місце). Також входить у top-100 в світі за запам'ятовуванням кількості цифр після коми числа пі, назвавши по пам'яті 2500 цифр.[35] 23 березня 2023 покращив результат до 3141 цифри, уклавшись в 20 хвилин.[36]
- Двоюрідний брат батька — нобелевський лауреат, академік АН СРСР Віталій Лазарович Гінзбург.
- Доводиться внучатим племінником Леву Борисовичу Гінзбургу.[37]